# Сырица, Андрей Олегович
Андре́й Оле́гович Сы́рица (эст. Andrei Sõritsa) (род. 25 ноября 1961, Казань, Татарская АССР) — эстонский акушер-гинеколог и фехтовальщик.

## Биография
Родился в Казани. Семья переехала в Эстонию, когда Андрей был ещё младенцем.
В 1978 году окончил 2-ю среднюю школу Хаапсалу. В 1984 году окончил медицинский факультет Тартуского государственного университета (ТГУ) по специальности акушерство и гинекология.
Хирургическую, терапевтическую и акушерскую практику проходил в Пярну, так как одновременно с работой тренировался в спортивном лагере. В Пярну в первый раз принял роды, вернувшись в Тарту, начал проходить курс гинекологии и проводить научные исследования с доцентом Уно Лейснером.
В 1984–1989 годах работал старшим лаборантом в Институте общей и молекулярной патологии ТГУ, в 1988—1989 годах — младший научный сотрудник кафедры акушерства и гинекологии ТГУ (с 1992 года — Женская клиника Тартуского университета (ТУ)).
Защитил кандидатскую диссертацию по теме нервно-психического напряжения при обучении в высшей школе (Минский государственный медицинский институт, 1990).
Повышал квалификацию в Германии, Швеции, Финляндии, Великобритании, Дании, США и других странах.
Под руководством Андрея Сырицы в Женской клинике ТУ было осуществлено экстракорпоральное оплодотворение (ЭКО) женской яйцеклетки, которое 26 июня 1995 года завершилось рождением в Таллинской Центральной больнице первого в Эстонии и Прибалтике ребёнка после ЭКО. Родилась девочка, вес которой составлял 2928 граммов.
Второй ребёнок после ЭКО, также девочка, родился в клинике 2 февраля 1996 года. Вес ребёнка составил 3380 граммов, рост — 48 см.  12 марта 1996 года 25-летняя женщина после ЭКО родила близнецов — это стало первым событием такого рода в клинике ТУ (родились мальчик весом 3064 грамма и девочка весом 1513 граммов).
По словам доктора Сырицы, в Эстонии в то время бесплодие являлось проблемой для 20 000 пар. Расходы на экстракорпоральное оплодотворение нёс сам пациент, его стоимость в 1996 году составляла 7370 крон. В некоторых случаях процедуру ЭКО частично или полностью оплачивала Больничной кассы.
В 1998–2007 годах Андрей Сырица — доцент Женской клиники ТУ и руководитель частной клиники «Тяхе» (эст. Tähe erakliinik), c 2001 года — владелец и руководитель частной клиники «Элите» в Тарту (эст. Elite kliinik), первой частной клиники такого рода в Южной Эстонии, где отвечает за проведение процедур экстракорпорального оплодотворения и управление организацией. Также является владельцем частных клиник Gyne Kliinik в Тарту и Gyne Jõhvi в Йыхви и фирмы Fertiilsuse Keskus OÜ  (управление недвижимостью).
По данным Департамента статистики за 2015 год, в Эстонии уже 35 000 супружеских пар не могли зачать ребёнка естественным путём. Суррогатное и заместительное материнство в стране запрещены. Андрей Сырица, так же как и глава Эстонской ассоциации гинекологов Маде Лаанпере (Made Laanpere), выступает за разрешение неоплачиваемого суррогатного материнства в Эстонии и исключительно по медицинским соображениям, с согласия Совета по биоэтике и Министерства социальных дел. Также он выступает за разрешение использования суррогатного материнства мужскими гомосексуальными парами для рождения генетически своих детей, но при этом оплату услуг суррогатной матери также считает неэтичной.
В 2018 году Андрей Сырица попал в ТОП–100 самых влиятельных людей Тарту и Тартумаа согласно рейтингу Тартуского отделения газеты Postimees: он занял 18-е место, опередив языковеда, члена городского собрания Тарту Михаила Лотмана.
В 2019 году студентам медицинского факультета ТУ был предложен совершенно новый факультативный курс «О возможностях предпринимательства в медицинских науках». Андрей Сырица, как один из выдающихся эстонских медиков, имеющих большой опыт предпринимательства, был в числе лекторов этого курса.

### Клиники Андрея Сырицы

#### Kliinik Tähe
В 1998 году в клинике «Тяхе» были начаты амбулаторные приемы гинекологов и процедуры экстракорпорального оплодотворения. В феврале 2019 года клиника была закрыта. Основной причиной этого стал отказ Больничной кассы финансировать клинику. В течение 20 лет в клинике работали более 25 признанных врачей-специалистов: гинекологи, врачи по лечению бесплодия, мужские урологи, радиологи, дерматологи, эндокринологи и др. Основным видом деятельности было оказание специализированной амбулаторной помощи.

#### Kliinik Elite
Стоимость строительства и оснащения клиники «Элите» составила 30 миллионов крон. В 2002 году начало работу родильное отделение клиники, и первый ребёнок появился там на свет 28 февраля 2002 года.
В клинике «Элите» в сентябре 2012 года родился тысячный ребёнок. В том же году стоимость нормальных родов во всех клиниках доктора Сырицы составляла 400 евро, цена планового кесарева сечения — 720 евро, непланового (в случае чрезвычайной ситуации) — 600 евро. Среди пациентов клиники много иностранцев, которых привлекли местные законы и условия, в основном из Финляндии, Швеции, России, Латвии и Литвы; есть также клиенты из США, Филиппин, Исландии и Афганистана. Согласно законодательству скандинавских стран, донорство спермы не является анонимным: родившийся от донора ребёнок может узнать о нём, и сам донор также имеет право встретиться с ребенком (при этом у донора нет финансовых обязательств). В Эстонии донорство анонимное.
В клинике «Элите» работают также сын и дочь Андрея Сырицы. В 2010 году оборот клиники составил 1,9 миллионов евро, прибыль — 177 тысяч евро, численность персонала — 64 человека. К 2013 году оплаченные Больничной кассой процедуры ЭКО в клинике составляли в среднем около 150 случаев и около 150 случаев — платные процедуры ЭКО (в основном для иностранцев).
В 2015 году Больничная касса решила прекратить финансирование услуг по родовспоможению в частных клиниках. По состоянию на апрель 2015 года в родильном отделении клиники «Элите» можно было рожать было только с помощью планового кесарева сечения. С сентября 2018 года клиника «Элите» прекратила оказание плановой услуги кесарева сечения, так как число случаев существенно уменьшилось, и в то же время выросла потребность в амбулаторной помощи врачей-специалистов.
По состоянию на 31 декабря 2020 года численность работников клиники «Элите» составляла 67 человек, средняя зарплата одного работника в IV квартале 2020 года — 840 евро, прогнозируемый оборот на 2021 год — 1 558 732 евро.
Как предприниматель, Андрей Сырица успешен: многие годы он входил в ТОП ведущих эстонских плательщиков дивидендов газеты Äripäev.

### Спорт
В 1972 году начал заниматься фехтованием в Хаапсалуской спортшколе под руководством Тийта Ряни (Tiit Räni). В 1979–1989 выигрывал чемпионаты Эстонской ССР в личном первенстве (5 золотых медалей) и в командных зачётах (6 золотых медалей). В 1978–1983 годах входил в состав сборной ЭССР по фехтованию на саблях.
В 1993 году в составе сборной Эстонии участвовал в мировом чемпионате по фехтованию в Эссене.
По словам Андрея Сырицы, занятия спортом выработали в нём стрессоустойчивость и способность стремиться к цели.

## Членство в организациях
- 1992—1996 — президент фонда “Lootus” («Надежда»), 1997–2008 — председатель правления фонда[3].
- 1998—2001 — член Эстонского совета по биоэтике[2].
- Член Тартуского клуба Ротари[24].

## Награды и звания
- 1978 — Мастер спорта СССР
- 1997 — Премия Тартуского Капитала культуры[эст.].

Размер премии составил 25 000 крон. Фонд «Капитал культуры» премирует за достижения в области культуры, но на этот раз он выразил признание за успехи в медицине.
- 2006 — Орден Эстонского Красного Креста 2 класса
- 2015 — Золотая Дубовая ветвь Тартумаа[эст.]

## Избранные публикации
- Laparoscopic evaluation of the causes of infertility (соавтор). // Researche in Medicine. Tartu, 1993.
- Ekstrakorporaalse viljastamise prognostilised tegurid (соавтор). // EA (1998) 1.
- Transvaginal ultrasound-guided electrocautery of the ovaries in infertile patients with polycystic ovarian diseas. // Int. J. Gynecol. & Obstetrics 63 (1998) 3.
- Development and blastocyst formation in normal poor quality and polypoid embryos (соавтор). // Human Reprod. 14 (1999).
- Embrüo koorumisele kaasaaitamine ekstrakorporaalse viljastamise korral (соавтор). // EA 79 (2000) 7.
- Rekombinantsete gonadotropiinide kasutamine kehavälises viljastamises (соавтор). // EA 79 (2000) 9.
- Implantatsiooni tähtsus kehavälisel viljastumisel (соавтор S. Kalm). // EA 80 (2001) 3.
- Rekombinantse folliikuleid sisaldava stimuleeriva hormooni kasutamine lastetuse ravis (соавтор S. Kalm). // EA 81 (2002) 5.
- Plasma total homocysteine concentrations in infertile women compared to reference values for adults (соавторы: T. Panova, T. Reitsnik). // Clinica Chimica Acta 355 (2005).
- Kehavälise viljastamise abil sündinud tüdruk päris haruldase haiguse – /incontinentia pigmenti/ (соавтор). // EA 87 (2008).
- Incontinentia pigmenti in a femal conceived by in vitro fertilization. Haller-Kikkatalo K, Peters M, Kisand K, Sõritsa A, Reimand T, Salumets A. Am J Med Genet A. 2008 Dec 1;146A(23):3092-4.

## Семья
- Жена — Светлана Сырица (11.04.1961—22.07.2019) — вместе с супругом была одним из основателей клиники «Элите». В год, когда отмечалось 10-летие клиники, в её саду была открыта скульптура Мати Кармина[эст.] «Мать и дитя», для которой позировали Светлана и её внук Себастьян. Картины Светланы также украшают стены приёмных покоев клиники[27][28].
- Сын — Денис Сырица, гинеколог, в 2007 году окончил медицинский факультет ТУ[29].
- Дочь — Дина Сырица, судья Харьюского уездного суда, окончила юридический факультет ТУ, Phd[30][31].
- Два внука[4].